# Christos Aravidis
Christos Aravidis (Atenas, 13 de março de 1987) é um ex-futebolista profissional grego que atuava como atacante.

## Carreira

### Akratitos
Aravidis se profissionalizou no Akratitos, em 2004.

### AEK Atenas
Aravidis se transferiu para o AEK Atenas, em 2014.

## Títulos

### AEK Atenas
- Football League: 1 2015 (Grupo Sul)